# Islingen, Småland
Islingen är en sjö i Aneby kommun i Småland och ingår i Motala ströms huvudavrinningsområde. Sjön har en area på 0,117 kvadratkilometer och ligger 233,1 meter över havet.

## Delavrinningsområde
Islingen ingår i det delavrinningsområde (643036-144325) som SMHI kallar för Ovan Dryllån. Avrinningsområdets medelhöjd är 206 meter över havet och ytan är 50,75 kvadratkilometer. Räknas de 39 delavrinningsområdena uppströms in blir den ackumulerade arean 649,45 kvadratkilometer. Svartån som avvattnar avrinningsområdet har biflödesordning 2, vilket innebär att vattnet flödar genom totalt 2 vattendrag innan det når havet efter 178 kilometer. Delavrinningsområdet består mestadels av skog (40 procent), öppen mark (12 procent) och jordbruk (41 procent). Avrinningsområdet har 0,12 kvadratkilometer vattenytor vilket ger det en sjöprocent på 0,2 procent. Bebyggelsen i området täcker en yta av 0,57 kvadratkilometer eller 1 procent av avrinningsområdet.